# مكتب قضايا الأطفال
مكتب قضايا الأطفال هو مكتب تابع لوكالة الشئون القنصلية التابعة لوزارة الخارجية الأمريكية، والتي بدورها جزء من وزارة الخارجية (الولايات المتحدة). تم تأسيسه عام 1994 تحت إشراف مساعد وزير الدولة للشئون القنصلية ماري ريان وخليفتها مورا هارتي. وفي هذا الصدد، يعمل مكتب قضايا الأطفال على تطوير وتنظيم القواعد والبرامج المتعقلة بالخطف الدولي للأطفال والمتعلق أيضاً بالقيادة المركزية للولايات المتحدة الأمريكية وذلك كله تحت ضوابط ميثاق لاهاي للمظاهر المدنية للأختطاف الدولي للأطفال وميثاق حماية الأطفال والتعاون المتعلق بالتبنى الدولي.
وفيما يخص التبني الدولي للأطفال، فأن الوكالة تعمل على توعية الآباء المحتملين بالمعلومات التي تتعلق بالتبني الدولي وقواعده التي تقوم بوضعها. هذا لا يعنى أن المكتب يتدخل بالنيابة عن الأفراد في المحاكم الدولية مثلما هو مزعوم، لأن التبنى هو أمر يخضع للسلطة القضائية مع الدولة التي يقيم فيها الطفل. ومع ذلك، فأن المكتب قادر على تقديم معلومات عامة والمساعدة في عملية التبني في أكثر من 60 دولة  حول العالم.